# Зв'язуюча здатність
Зв'я́зуюча зда́тність — здатність зв'язника під впливом внутрішніх фізико-хімічних процесів переходити з рідкого або тістоподібного стану у каменеподібний, зв'язуючи змішані з ним заповнювачі.

Глинисті породи зв'язуються частинками непластичного матеріалу й утворюють після сушіння тверду масу. Ця властивість глин використовується в кераміці, у будівельній справі, металургії.

## Фізико-хімічні процеси
Фізико-хімічні процеси, які використовуються для переведення зв'язників у робочий стан і подальшого зв'язування, залежать від виду зв'язника.
Зв'язники за складом поділяються на органічні та неорганічні (мінеральні). До органічних належать бітуми, дьогті, тваринний клей, полімери. Вони переходять в робочий стан нагріванням, розплавленням або розчиненням в органічних рідинах. До неорганічних відносяться вапно, цемент, будівельний гіпс, магнезійний цемент, рідке скло та ін. Вони зазвичай змішуються з водою, рідше з водними розчинами солей.